# Microtropis kinabaluensis
Microtropis kinabaluensis är en benvedsväxtart som beskrevs av Merrill och Freeman. Microtropis kinabaluensis ingår i släktet Microtropis och familjen Celastraceae. Inga underarter finns listade.